# 宇碩電子股份有限公司
宇碩電子（英語：UniMax Electronics），是源自華碩全資的車用電子跨國科技公司，總部位於臺北關渡，車用電子產品供應商。創立於2007年4月17日。

## 商標理念
宇碩電子商標的雙U，為「UNIQUE」與「UNLIMITED」，代表著堅持不懈的車用電子設計精神。

## 公司歷史
- 2007年，宇碩電子於台灣成立，為華碩全資子公司，主要產品為車用電子。
- 2010年，七合一車載主機上市。
- 2011年，車載多媒體影音播放盒上市。
- 2013年，日月潭智慧雲端行車導覽導入Toyota iQ car。
- 2015年，全球首創可攜式變型車載主機上市，通過Toyota Genuine Accessory認證並導入部分Toyota 車款。
- 2017年，手機互聯智慧車機上市。
- 2018年，車用主機導入台灣現代汽車Tucson車款；車用無線充電板導入裕隆日產KICKS車款；手勢控制模組導入中國奇瑞瑞虎5X。
- 2019年，HUD導入知名日系大廠；取得凱翼汽車供應商資格。
- 2020年，建立QuantumCloud挖礦平台網站，自此華碩集團踏入挖礦市場。

## 公司產品
車載資訊系統、無線充電、行車記錄器、抬頭顯示器、手勢識別裝置、駕駛監控系統。

## 對外連結
- （繁體中文）宇碩電子官方網站（页面存档备份，存于）